# Agis Computer
Agis Computer este o companie distribuitoare de produse IT&C din Cluj-Napoca.
Compania a fost înființată în 1994 și a fost inițial specializată în distribuția de imprimante și consumabile
dar mai distribuie calculatoare, telefoane, faxuri și accesorii de birotică.
Clujeanul Lorincz Istvan este acționarul majoritar al firmei, cu 84,15%.
Număr de angajați în 2008: 50
Cifra de afaceri în 2008: 38 milioane euro